# 天藤製薬
天藤製薬株式会社（あまとうせいやく、英文:AMATO PHARMACEUTICAL PRODUCTS, LTD.）は、大阪府豊中市に本社を置く、日本の製薬会社。
長年、武田薬品の関連企業であったが、2021年8月31日付でロート製薬の子会社となり、同社グループの一員となった。

## 会社概要
- 1813年（文化10年）に創業され、1921年（大正10年）10月11日に会社組織となった。

- 痔疾用薬ブランドの医薬品メーカー最大手であり、「ボラギノール」という商品名で痔の薬を販売している。「痔にはボラギノール」というCMソングが知られている。

## 沿革
- 1813年（文化10年）：丹後国加佐郡内宮村（現在の京都府福知山市大江町内宮）の皇大神社（元伊勢内宮）の門前で雑資商兼薬種商「天津屋藤助」を創業。
- 1921年（大正10年）10月11日：8代目天津屋藤助・大槻欽三が天藤薬化学研究所を設立。日本における痔疾治療の新薬新製剤第1号である痔疾用薬「ボラギノール坐薬・軟膏」を発売。
- 1927年（昭和2年）：宮内省御用達医薬品として採用される。
- 1944年（昭和19年）：痔疾用薬として唯一の戦時指定医薬品となる。
- 1950年（昭和25年）1月6日：株式会社に改組。同時に社名を天藤製薬株式会社に変更。初代社長には大槻欽三が就任。
- 1962年（昭和37年）：最新鋭の坐剤自動成型機を導入、日本で初めて坐剤製造の自動化に着手。
- 1970年（昭和45年）：「ボラギノール」のテレビCM放映開始。医療用向け製品外用薬「ボラギノールN坐薬・軟膏」を発売。
- 1971年（昭和46年）：新型全自動坐剤成型機を導入、日本で初めて坐剤成型包装の自動化に着手。本社を京都府福知山市笹尾町に移転。
- 1974年（昭和49年）：一般用向け製品、生薬配合痔疾用内服薬「内服ボラギノール」を発売。
- 1981年（昭和56年）：一般用向け製品外用薬「ハイボラギノール坐剤・軟膏」を発売。
- 1982年（昭和57年）：大槻順三が社長に就任。
- 1983年（昭和58年）：医療用向け製品外用薬「ボラザG坐剤」、一般用向け製品外用薬「ハイボラギノールS坐剤・軟膏」を発売。
- 1988年（昭和63年）：医療用向け製品内服薬「ヘモクロンカプセル」を武田薬品工業から移管。
- 1989年（平成元年）：営業部の組織を東京・大阪支店、札幌・名古屋・広島・福岡営業所に再編。
- 1990年（平成2年）：京都府福知山市長田野町（長田野工業団地内）に福知山工場を竣工。
- 1992年（平成4年）4月1日：大阪府大阪市中央区道修町に大阪本社を開設。
- 1992年（平成4年）：一般用向け製品外用薬「ボラギノールA坐剤・軟膏・注入軟膏」、「ボラギノールM坐剤・軟膏」を発売。
- 1993年（平成5年）：基本理念として「Vision A」を制定。基本理念の実現と具体化を図るため、社内活性化運動「Amato'le 21」をスタート。一般用向け皮膚用薬「ドナクリーム」を発売。
- 1994年（平成6年）：医療用向け製品外用薬「ボラザG軟膏」を発売。
- 1995年（平成7年）10月：本社内に創薬センターが竣工。一般用向け製品、3種生薬・ビタミンE配合痔疾用内服薬「内服ボラギノールEP」を発売。
- 1997年（平成9年）：前社長の大槻順三が会長に昇格。大槻浩が社長に就任。
- 1999年（平成11年）：100%子会社「天藤サービス株式会社」を設立。イタリアより新型の全自動成型包装機を輸入し、医療用坐剤充填包装ラインの自動化に着手。
- 2003年（平成15年）：桐村道夫が社長に就任。
- 2007年（平成19年）：桐村道夫が会長に、大槻良三が社長にそれそれ就任。
- 2015年（平成27年）：各支店を廃止し、各営業所を6か所に再編。
- 2016年（平成28年）
  - 3月22日：大阪第一営業所・大阪第二営業所を現在地に移転。
  - 4月1日：大阪本社を現在地に移転。
  - 10月1日：営業本部の営業部改組に伴い、各営業所を統合。
- 2018年（平成30年）
  - 1月1日：営業本部の営業部改組に伴い、営業所が廃止。新たに東日本支店と西日本支店に昇格。
  - 7月1日：本社機能および登記上本店を現在地へ移転。
- 2021年（令和3年）
  - 8月31日：ロート製薬株式会社が、当社の発行済株式を取得し、同社の子会社となる[2][3]。
  - 9月1日：経営体制が刷新され、ロート製薬の代表取締役社長でもある杉本雅史が当社の会長に、宮﨑尚志が当社社長にそれぞれ就任。大槻良三は社長を退任して相談役となる[4]。
- 2022年（令和4年）
  - 3月14日：直営ECサイト「BORRAオンラインショップ」を開設し、同サイトで取り扱う健康食品「ボラケア」と化粧品「ボラソフト」を発売。
  - 4月1日：健康食品「ボラケア」に「ボラケア バランスwith食物繊維」「ボラケア バランスwithヒハツ」を追加発売。
- 2023年（令和5年）
  - 4月1日：前日をもってアリナミン製薬への販売委託を終了し、自社販売へ移行。
  - 4月3日：「ボラケア バランスwith食物繊維」を機能性表示食品としてリニューアル発売。
  - 7月7日：化粧品「ボラソフト」に使い切りタイプの「プロテクトバームEX」を追加発売。
  - 10月1日：ECサイト限定で発売されていた「ボラギノールスムース便秘薬」を店頭にも拡大して発売。
- 2024年（令和6年）
  - 1月12日：漢方製剤「内服ボラギノール 当帰建中湯」を「BORRAオンラインショップ」限定で発売。
  - 3月29日：健康食品「ボラケア」に「ボラケア バランスwithセラミド ヒハツα」「ボラケア バランスwith乳酸菌 ラフマα」を追加発売。
  - 4月16日：「ボラギノールA注入軟膏」に大容量包装の50個入り、「ボラギノールA軟膏」「ボラギノールM軟膏」に使い切り包装の6g×2本をそれぞれ追加し、「BORRAオンラインショップ」限定で発売。
  - 7月10日：健康食品「ボラケア」に「ボラケア バランスwith食物繊維α」を追加発売。
  - 10月1日：グループ会社のエムジーファーマが製造販売する医療用医薬品の緩下・制酸剤「ミルマグ錠350mg」の販売を開始。
  - 12月1日：痔疾用内服薬「内服ボラギノールEX」を「BORRAオンラインショップ」限定で発売。

## 事業内容
- 医薬品の研究開発・製造・販売

## 事業所
本社・営業部
大阪府豊中市新千里東町1-5-3 千里朝日阪急ビル
三田工場
兵庫県三田市テクノパーク36
福知山工場
京都府福知山市長田野町二丁目20-4

## 主要製品

### 医療用医薬品
- ボラザG坐剤
- ボラザG軟膏
- ヘモクロンカプセル

### 一般用医薬品
2023年3月31日まで一般用医薬品はアリナミン製薬を通じて販売されていたが、4月1日より自社販売に移行した。
- ボラギノールA坐剤【指定第2類医薬品】
- ボラギノールA軟膏【指定第2類医薬品】
- ボラギノールA注入軟膏【指定第2類医薬品】
- ボラギノールM坐剤【第2類医薬品】
- ボラギノールM軟膏【第2類医薬品】
- 内服ボラギノールEP【第2類医薬品】
- 内服ボラギノールEX【第2類医薬品】（製造販売元:剤盛堂薬品） ※「BORRAオンラインショップ」限定品
- 内服ボラギノール 当帰建中湯【第2類医薬品】 ※「BORRAオンラインショップ」限定品
- ボラギノールスムース便秘薬【第3類医薬品】

### 健康食品/化粧品
健康食品・化粧品は直営ECサイト「BORRAオンラインショップ」での取り扱いとなる。
- ボラケア バランスwith乳酸菌 ラフマα【機能性表示食品】 - 乳酸菌・ラフマエキス含有加工食品（粒タイプ）
- ボラケア バランスwith食物繊維α【機能性表示食品】 - イソマルトデキストリン含有加工食品（スティック顆粒タイプ、水又はぬるま湯に溶かす）
- ボラケア バランスwithセラミド ヒハツα【機能性表示食品】 - グルコシルセラミド・ヒハツエキス含有加工食品（粒タイプ）
- ボラケア バランスwith乳酸菌 - 乳酸菌・オリゴ糖含有加工食品（カプセルタイプ）
- ボラケア バランスwith食物繊維【機能性表示食品】 - 植物繊維含有加工食品（粒タイプ、水なしでそのまま嚙むことも可能）
- ボラケア バランスwithヒハツ【機能性表示食品】 - ヒハツエキス末含有加工食品（カプセルタイプ）
- ボラソフト プロテクトバーム
- ボラソフト プロテクトバームEX

### 過去に存在した製品
医療用医薬品
- ボラギノールN坐薬
- ボラギノールN軟膏

一般用医薬品
- ボラギノール坐剤
- ボラギノール軟膏
- ボラギノールクリーム
- ボラギノールS坐剤
- ボラギノールS軟膏
- 新ボラギノール坐剤
- 新ボラギノール軟膏
- 強力ボラギノール坐剤
- 強力ボラギノール軟膏
- ハイボラギノール坐剤
- ハイボラギノール軟膏
- ハイボラギノールS坐剤
- ハイボラギノールS軟膏
- 内服ボラギノール
- ドナクリーム（皮膚用薬）

## 提供スポンサー
武田グループだったときはそれに織り込まれる場合と単独表示とがある。提供クレジットは「ボラギノール」とクレジットされていたが、後述する『こんなところにあるあるが。土曜・あるある晩餐会』よりクレジット表記を「amato」に変更した（「ボラギノール」のTVCMもクレジット表記の変更と連動して「amato」ロゴが挿入されるようになる）。2023年（令和5年）1月時点では「天藤製薬」とクレジットされている。

### 現在
- サンデーLIVE!!（テレビ朝日・ABCテレビ・メ～テレ制作・テレビ朝日系、2017年10月より）
- サタデープラス（MBS制作・TBS系）
- Nスタ（TBS系）
  - その他、様々な番組に提供する事がある。

### 過去
- 選抜高等学校野球大会中継（MBSラジオ、2008年より前年までスポンサードの武田薬品工業と入れ替わりに提供）
- 全国高校野球選手権大会中継（ABCラジオ、2009年より）
  - 全国民放テレビ局やMBSラジオ、ABCラジオでは昼間時スポット広告が比較的多い。
- 武田グループ名義
  - ラブラブショー（フジテレビ系）
  - アイ・アイゲーム（フジテレビ系）
  - TVプレイバック（フジテレビ系）
  - ゴールデン洋画劇場（フジテレビ系）
  - 三角ゲーム・ピタゴラス（ABCテレビ制作・テレビ朝日系）
  - 世界一周双六ゲーム（ABCテレビ制作・テレビ朝日系）
  - さんまのからくりTV（TBS系）
  - さんまのSUPERからくりTV（TBS系）
- 笑アップ歌謡大作戦（第2期、テレビ朝日系）
- 土曜ワイド劇場（不定期のみ、テレビ朝日系）
- 金曜女のドラマスペシャル（フジテレビ系）
- 関口宏の東京フレンドパークII（2008年10月6日放送分から12月29日放送分まで、TBS系）
- 中日新聞テレビ日曜夕刊（東海テレビ）
- 朝日放送・テレビ朝日金曜9時枠の連続ドラマ（ABCテレビ制作・テレビ朝日系）
- パネルクイズ アタック25（1999年、ABCテレビ制作・テレビ朝日系）
- 全日本大学女子駅伝（1997年・60秒、ABCテレビ制作・テレビ朝日系）
- 有吉弘行のダレトク⁉︎ （カンテレ制作・フジテレビ系）※一時期武田グループの千寿製薬もスポンサーになっていた。
- 水曜歌謡祭（フジテレビ系）
- こんなところにあるあるが。土曜・あるある晩餐会（テレビ朝日系、前半枠・後半枠のどちらかで提供）
- テレビドクター（読売テレビ、関西ローカル医療情報番組のみ）
- サンデー・ドクター（読売テレビ、同上）
- 所さんお届けモノです!（MBS制作・TBS系、2017年10月より2018年9月まで）
- おはよう!ドクター（読売テレビ、関西ローカル医療情報番組のみ）
- 土曜はナニする!?（カンテレ制作・フジテレビ系）：2023年7月から同年9月まで週ごとに前半枠又は後半枠に提供、親会社のロート製薬も提供していた

## 歴代CM出演者
- 現在のTVCMのサウンドロゴ「痔にはボラギノール」はマユミーヌが担当。

### 現在
- 早瀬憩：内服ボラギノールEP・ボラギノールA軟膏/注入軟膏・ボラギノールM軟膏（2024年5月4日 - ）

### 過去
- 木村恭子：ボラギノール（サウンドロゴ）
- 銀河万丈：ボラギノールA坐剤（ナレーション）
- 浦田キンタ
- 白江美佳：ボラギノールA注入軟膏
- 古谷徹
- 白石まるみ：ハイボラギノールS
- 浅野麻衣子：内服ボラギノールEP
- 大林隆介：ボラギノールA注入軟膏（ナレーション）
- たなべ勝也：ボラギノールA注入軟膏
- 植村恵
- 山本卓：ボラギノールA注入軟膏
- 井内菜摘：ボラギノールA
- 平田満：ボラギノールA坐剤・ボラギノールA注入軟膏（ナレーション）
- 小林ゆかり：内服ボラギノールEP
- 川村伸彦：ボラギノールA注入軟膏
- 弥香：ボラギノールA注入軟膏
- 寺下玲見：ボラギノールA注入軟膏